# Тобольские губернские ведомости
«Тобольские губернские ведомости» — российская газета, первая газета Тобольской губернии. Выходила в 1857—1918 годах.

## История
С 1838 года в губернских городах России начали издаваться официальные периодические издания — губернские ведомости. В Сибири ведомости появились в 1857 году: в Томске, Енисейске, Иркутске и Тобольске. «Тобольские губернские ведомости» стали выходить по инициативе тобольского губернатора Виктора Арцимовича. Первый номер вышел 27 апреля 1857 года.
В газете было два раздела: официальный и неофициальный. В официальном публиковались распоряжения властей. Целью неофициальной части было «изучение данной местности, рассмотрение и обслуживание всякого рода местных вопросов, изучение местных потребностей и интересов». Здесь публиковались статьи по истории и экономике края, объявления. Первоначально в газете не было собственных материалов. Арцимович обратился с просьбой о сотрудничестве к историку Николаю Абрамову, который с 11-го номера стал активным автором газеты.
Среди других авторов были общественный деятель Николай Ядринцев, директор Александровского реального училища, историк Иван Словцов, исследователь Севера Александр Дунин-Горкавич, писатель и художник Михаил Знаменский, писатель Ипполит Завалишин, историки Александр Адрианов, Константин Газенвинкель, историк и географ Пётр Головачёв, священник Александр Сулоцкий.
Последний номер вышел 26 декабря 1918 года.